# Paragon (группа)
Paragon — немецкая метал-группа из Гамбурга, играющая в стиле пауэр-метал. Была основана в 1990 году Мартином Кристианом. Дискография группы насчитывает 12 полноформатных альбомов.
В музыкальном плане стиль Paragon часто характеризуют, как классический немецкий пауэр-метал с сильным влиянием традиционного хэви-метала 1980-х годов. В текстах песен музыканты обращаются к воинской романтике, мифологическим мотивам и жанру фэнтези.

## История группы
Группа была создана в 1990 году гитаристом Мартином Кристианом. В 1993 году музыканты записали свою первую демо-кассету «Maelstrom of Decline», за которой в 1994 году последовал EP «Into the Black». Вскоре после этого группа заключила контракт с лейблом Blue Merle и в 1995 году вышел дебютный альбом Paragon, получивший название «World of Sin». В том же году лейбл Blue Merle обанкротился, в результате чего альбом плохо продавался и распространялся. После нескольких изменений состава в 1996 году группа временно прекратила своё существование.

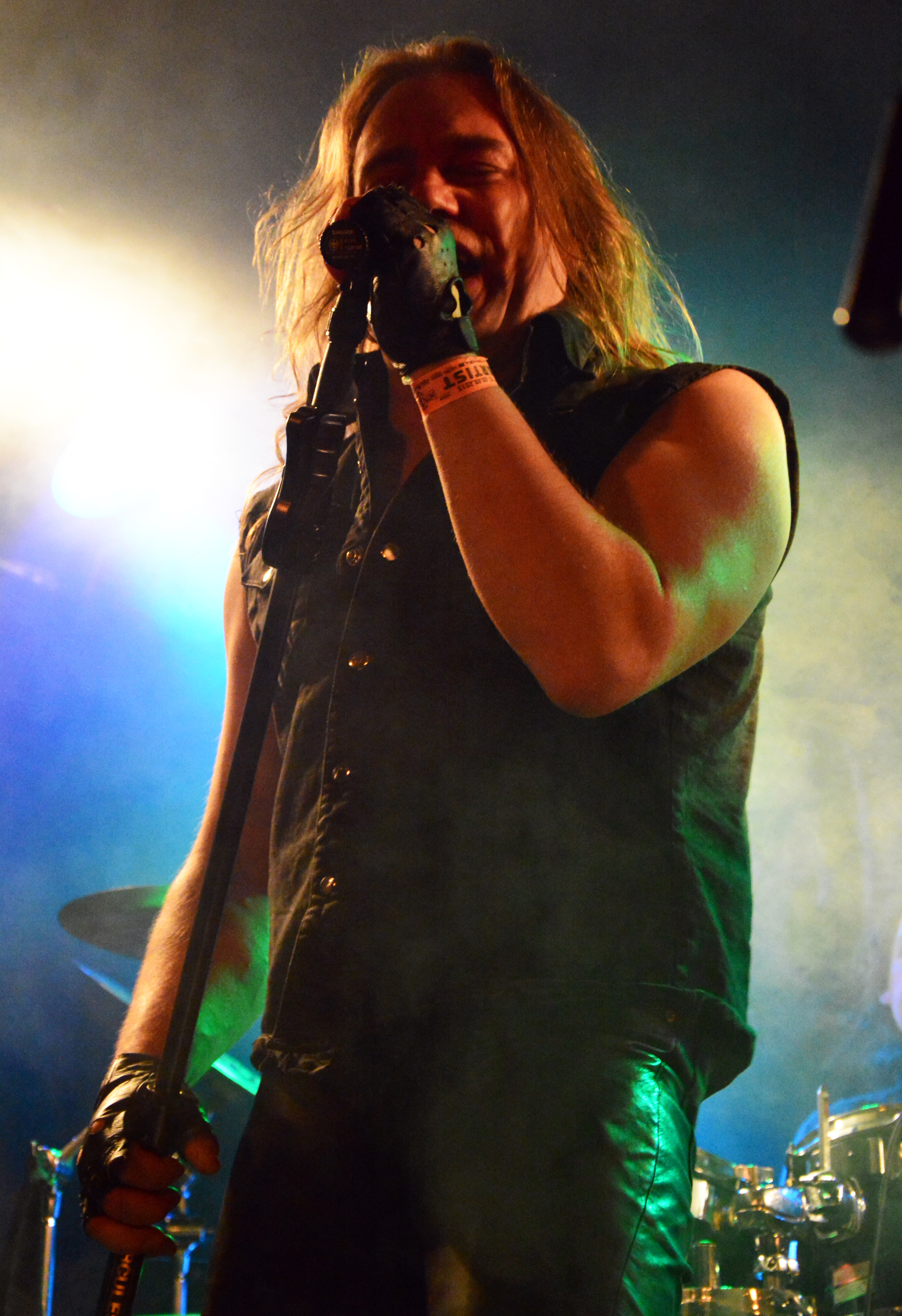
Андреас Бабушкин — вокалист группы с 1997 года

В 1997 году Кристиан воссоздал Paragon с другими музыкантами. В новый состав вошли: вокалист Андреас Бабушкин, гитарист Клаудиус Кремер, басист Ян Бюннинг и барабанщик Маркус Корби. В 1998 году группа выпустила на лейбле B.O. Records свой второй альбом «Final Command», а годом позже третий — «Chalice of Steel».
В 2001 году музыканты покинули лейбл B.O. Records, заключили контракт с Remedy Records и выпустили альбом «Steelbound», спродюсированный Питом Зильком из группы Iron Savior, который также продюсировал три последующие альбома Paragon. В 2002 за ним последовал «Law of the Blade», и в 2003 «The Dark Legacy».
В 2004 году из группы ушел гитарист Клаудиус Кремер и на его место пришел Гюнни Крузе. В 2005 году группа выпустила альбом под названием «Revenge». Расставшись с продюсером Питом Зильком, группа записала в 2007 году альбом «Forgotten Prophecies». Альбом продюсировали Стив Квелльмальц и Арне Уочтманн. В том же году из-за творческих разногласий из группы ушел басист Ян Бюннинг, которого сменил Дирк Зайферд.
В 2008 году на лейбле Massacre Records группа выпустила EP «Larger Than Life» и очередной полноформатный альбом, получивший название «Screenslaves». После долгих обсуждений, в 2009 году в группу вернулся Ян Бюннинг.

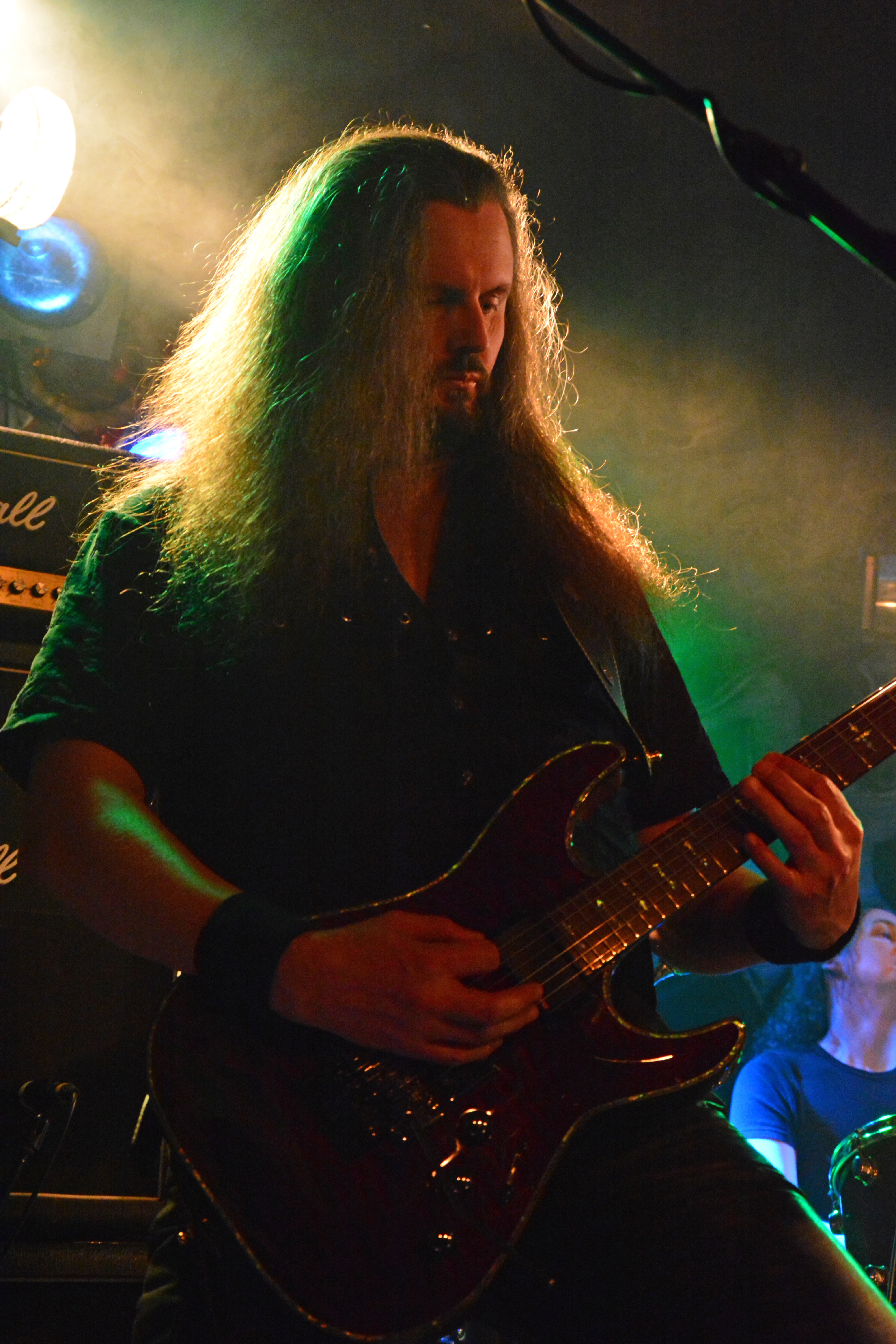
Гитарист Вольфганг Тевес играл в группе с 2010 по 2015 год

Основатель группы Мартин Кристиан покинул Paragon в 2010 году, чтобы проводить больше времени с семьей. Его место занял гитарист Вольфганг Тевес. В 2012 году группа заключила контракт с лейблом Napalm Records и выпустила свой десятый альбом «Force Of Destruction».
В 2014 году музыканты объявили, что работают над новым альбомом. Сведением альбома вновь занимался продюсер Пит Зильк. Весной 2015 года Вольфганг Тевес покинул группу и воссоединился со своей предыдущей группой Black Hawk. Вскоре в Paragon вернулся её основатель Мартин Кристиан. В ноябре 2015 года стало известно, что группа заключила контракт с лейблом Remedy Records, с которым музыканты уже сотрудничали в прошлом. В том же месяце было объявлено, что названием нового альбома станет «Hell Beyond Hell». Альбом вышел 13 марта 2016 года и получил положительные отзывы музыкальных критиков.
Двумя годами позже группа вернулась на лейбл Massacre Records и объявила о выходе нового альбома весной следующего года. Альбом получил название «Controlled Demolition» и вышел 26 апреля 2019 года. В июне 2022 года из группы ушёл гитарист Гюнни Крузе. На его место пришёл бразильский музыкант Юри Кастро.

## Музыкальная характеристика и тексты песен
Музыку Paragon обычно относят к жанру пауэр-метал с заметным влиянием традиционного хэви-метала. Джефф Маллет с сайта Metal Storm написал в своем обзоре на альбом «Revenge», что музыку Paragon можно одновременно сравнивать с группами новой волны британского хеви-метала и отнести к немецким пауэр-метал группам, таким как Iron Savior. Обозреватель Allmusic Эдуардо Ривадавия придерживается похожего мнения. Он отмечает, что благодаря мелодичности и «текстам в стиле Dungeons & Dragons» группа часто автоматически характеризуется как пауэр-метал, но тем не менее, в их творчестве можно провести параллели с Dio, Manilla Road и Grave Digger, что позволяет рассматривать группу как классический хэви-метал. На его взгляд, музыканты обращаются к «более простому, невинному и романтизированному» раннему периоду хэви-метал музыки, а во всём их творчестве чувствуется дух 1980-х годов. Журналисты также часто отмечают явное влияние Manowar, Iron Maiden и Judas Priest на музыку Paragon.
Лирическая направленность творчества Paragon тяготеет к воинской романтике. Музыканты часто обращаются к мифологическим темам и жанру фэнтези. По мнению Джеффа Маллета, группе не удалось избежать распространенных клише жанра, и в их текстах преобладают легко запоминающиеся и простые припевы в стиле Manowar.
Некоторые критики отмечают, что своей музыкой Paragon не привносят в жанр ничего нового. Алекс Хендерсон, автор краткой биографии группы для сайта Allmusic, считает, что популярные во время образования группы стили глэм-метал и гранж не оказали никакого влияния на Paragon и группа на протяжении всего своего творчества остается верной традициям жанра.

## Состав

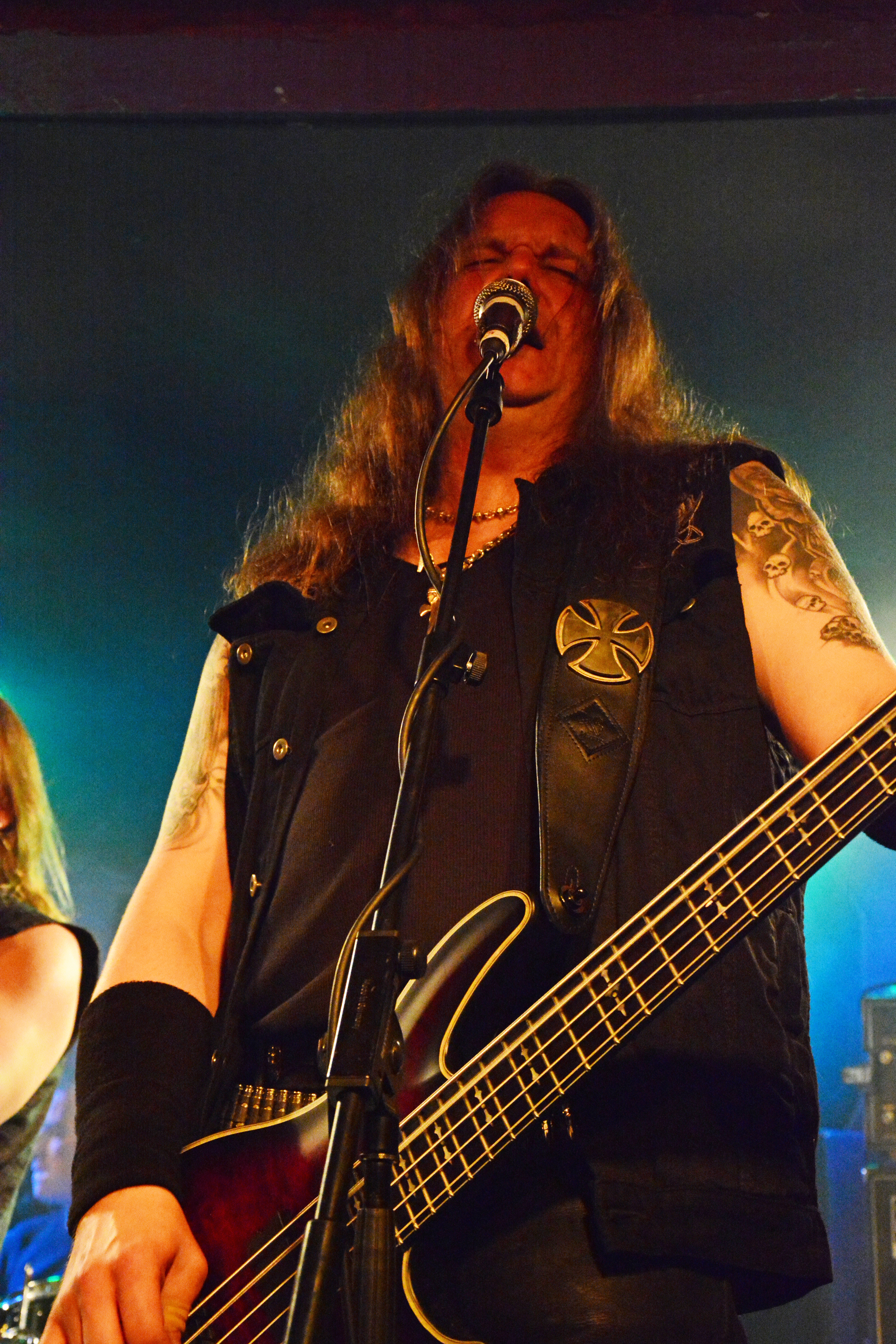
Ян Бюннинг — басист группы.

За все время существования группы её состав неоднократно менялся. Единственным участником, который входил в самый первый состав Paragon в 1990 году, является её основатель Мартин Кристиан.
В настоящее время (2022 год) в группе официально играют:
- Андреас Бабушкин — вокал (с 1997 года).
- Мартин Кристиан — гитара (с 1990 по 2010 годы. В 2015 году вернулся в группу).
- Ян Бертрам — гитара (с 2012 года).
- Ян Бюннинг — бас-гитара(с 1997 по 2007 годы. В 2009 году вернулся в группу).
- Сёрен Текенбург — барабаны (с 2013 года).
- Юри Кастро — гитара (с 2022 года).

## Дискография
Свой первый демонстрационный мини-альбом группа самостоятельно выпустила в 1994 году. За ним последовало 12 полноформатных альбомов, изданных различными музыкальными лейблами:
- Into The Black (мини-альбом)(1994)
- World of Sin (1995)
- The Final Command (1998)
- Chalice of Steel (1999)
- Steelbound (2001)
- Law of the Blade (2002)
- The Dark Legacy (2003)
- Revenge (2005)
- Forgotten Prophecies (2007)
- Screenslaves (2008)
- Force Of Destruction (2012)
- Hell Beyond Hell (2016)
- Controlled Demolition (2019)